# Socoto (cidade)
Socoto (Sokoto) é uma cidade da Nigéria, capital do estado de Socoto. Sua população é estimada em 637.135. É banhada pelo rio Socoto.